# 신흥공업국
신흥공업국(新興工業國)은 개발도상국 중 공업 및 경제기반이 높은 수준에 올랐으나 선진국 수준은 못되는 국가들을 지칭한다. 신흥공업국들은 1차 산업 중심에서 벗어나 높은 수준의 공업화 및 도시경제발전을 이룬 상태다.

## 배경
영어 표현인 'Newly Industrialized Economies'(NIE) 또는 'Newly Industrialized Countries'(NIC)는 원래 1960년대 급격한 경제성장을 달성한 대한민국, 홍콩, 싱가포르, 중화민국의 이른바 '아시아의 네 마리 용' 국가를 가리키는 개념으로 1970년대에 만들어졌다.
이렇게 한때는 경제 발달 단계와는 상관없이 대한민국, 홍콩, 싱가포르, 중화민국 4개국만을 의미하였으나 지금은 그 성격이 매우 달라져서 이 지역들은 현재 선진국으로 분류되기도 하지만, 생활 수준과 빈부격차, 내부 경제 구조를 빗대어 아직 신흥공업국의 수준에서 완전히 벗어나지 못했다는 의견도 존재한다.

## 현재의 신흥공업국
현재 기준에서 신흥공업국은 다음과 같다.
- 남아프리카 공화국
- 멕시코
- 브라질
- 중화인민공화국
- 인도
- 인도네시아
- 말레이시아
- 필리핀
- 태국
- 튀르키예
- 영국

## 같이 보기
- 개발도상국
- 선진국
- 후진국
- 넥스트 일레븐
- 브릭스
- 남북 문제
- 남남 문제
- 제3세계
- G20 공업화 국가